# Sigüés
Sigüés là một đô thị ở tỉnh Zaragoza, Aragon, Tây Ban Nha. Theo điều tra dân số 2004 của Viện thống kê Tây Ban Nha (INE), đô thị này có dân số là 172 người. Diện tích đô thị này là ki-lô-mét vuông.Đô thị này nằm ở độ cao 530 m trên mực nước biển.

## Biến động dân số
Dữ liệu dân số Sigüés giai đoạn 1842 và 2001:
| Biến động dân số của Sigüés từ năm 1842 đến năm 2001 |      |      |      |      |      |      |      |      |      |      |      |      |      |  |      |
| 1842                                                 | 1877 | 1887 | 1897 | 1900 | 1910 | 1920 | 1930 | 1940 | 1950 | 1960 | 1970 | 1981 | 1991 |  | 2001 |
| 338                                                  | 647  | 618  | 611  | 662  | 620  | 696  | 713  | 712  | 611  | 499  | 380  | 254  | 196  |  | 176  |